# حارة الحمزة (ذمار)
حارة الحمزة هي إحدى حارات مدينة ذمار التابعة لمحافظة ذمار، بلغ تعداد سكانها 2,060 نسمة حسب تعداد اليمن لعام 2004.